# Boina Fest
Boina Fest és un festival cultural celebrat a la població d'Arenillas (província de Sòria), el qual té com a dos objectius primordials dinamitzar la vida social del poble i lluitar contra la despoblació que assola la zona des dels anys seixanta, alhora que també es pretén visibilitzar grups i artistes de la zona que tinguin dificultats per trobar espais on actuar. Des de l'any 2015 és organitzat per l'Associació SocioCultural d'Arenillas la qual està formada per 200 persones residents i estiuejants del poble. Amb els guanys aconseguits de la celebració del festival s'han invertit en millores del poble com asfaltar tots els carrers del poble amb treball voluntari (aconseguint el Premio Nacional de Desarrollo Comunitario l'any 1991), recuperar l'ofici tradicions de la destil·lació de plantes aromàtiques, obrir un alberg turístic i mantenir-lo, augmentar la població del municipi i també millorar-ne les infraestructures com la xarxa d'Internet entre d'altres. L'any 2020 recaptaren més de 1.500 euros per Metges sense Fronteres, i el 2021 es proposaren millorar la connexió a Internet per tots els pobles de la zona. L'organització del festival és autogestionada i col·laborativa.